# 勝瀬 (富士見市)
勝瀬（かつせ、かっせ）は、埼玉県富士見市の地名（大字）である。川越街道（国道254号）沿いに飛地が存在する。郵便番号は354-0031。

## 地理
富士見市の北部に位置する。町域の東部は新河岸川沿いの沖積平野、西部の飛地は武蔵野台地に立地する。飛地は2箇所有する。
河川・池沼
- 砂川堀
- 蛇島調節池

新河岸川は町域から僅かに外れている。
小字
- 屋敷廻り[6]
- 宮回
- 伊佐島
- 茶立久保

山岳
- お舟山[7]

## 歴史
かつての勝瀬村の区域が大字勝瀬であったが、ふじみ野駅周辺の町名変更により範囲は狭まっている。

### 沿革
もとは江戸期より存在する勝瀬村、古くは戦国期に見られる郷村名の勝瀬村であった。村名の由来は新河岸川の瀬に因むと云われている。
- 初め幕府領、文禄年間は旗本三浦氏・尾崎氏の相給、1697年（元禄10年）からは川越藩領。
- 1879年（明治12年） - 入間郡に所属する。
- 1889年（明治22年）4月1日 - 町村制施行により、勝瀬村と鶴馬村が合併して入間郡鶴瀬村 (埼玉県)が成立する[5]。旧村は鶴瀬村の大字となる。
- 1956年（昭和31年）9月30日 - 入間郡鶴瀬村・入間郡南畑村・北足立郡水谷村と合併して入間郡富士見村となり[8]、富士見村の大字となる。
- 1964年（昭和39年） 4月1日 - 町制施行[8]。入間郡富士見町の大字となる。
- 1972年（昭和47年） 4月10日 - 市制施行[9][8]。富士見市の大字となる。
- 1993年（平成5年）11月15日 - 地内にふじみ野駅が開業する[10]。
- 2010年（平成22年）5月1日 - 勝瀬の一部からふじみ野東、ふじみ野西が成立[11]。これにより新たに飛地ができ、また、地内を通る鉄道がなくなる。

## 世帯数と人口
2017年（平成29年）9月30日現在の世帯数と人口は以下の通りである。
| 大字 | 世帯数  | 人口    |
| ---- | ------- | ------- |
| 勝瀬 | 708世帯 | 1,721人 |

## 小・中学校の学区
市立小・中学校に通う場合、学区（校区）は以下の通りとなる。
| 番地                              | 小学校               | 中学校               |
| --------------------------------- | -------------------- | -------------------- |
| 茶立久保（1581 - 1634番地）を除く | 富士見市立勝瀬小学校 | 富士見市立勝瀬中学校 |

## 交通
地内に鉄道は敷設されていない。かつて勝瀬の一部だったふじみ野東に東武東上本線のふじみ野駅があり、同駅が最寄り駅となっている。

### 道路
- 国道254号
  - 川越街道 - 飛地とふじみ野西の境界となっている。
  - 富士見川越バイパス - 旧富士見川越有料道路で、無料化前は地内に勝瀬料金所が存在した。

## 施設
保育所
- 勝瀬こばと保育園

教育
- 富士見市立勝瀬小学校
- 富士見市立勝瀬中学校

寺社
- 大願寺
- 榛名神社
- 護国寺
- 恵光寺
- 浄光寺

その他
- 富士見ガーデンビーチ - 公営プール。2022年度に廃止[13]。
- 富士見市立勝瀬西集会所
- 富士見勝瀬郵便局
- 老人保健施設葵の園富士見
- 衛生組合富士見環境センター
- 志木地区衛生組合リサイクルプラザ利彩館

## 史跡
- 伊佐島/勝瀬 河岸跡（舟運遺構）

## 出身有名人
- 有安杏果（元ももいろクローバーZ） - 現在のふじみ野東で幼少期を過ごし、富士見市立ふじみ野小学校に通っていた[14]。出生地は京都府[15]。